# Lagerhaus Bahnhofstraße 57
Das Lagerhaus Bahnhofstraße 57, Ecke Straße Lindenberg, in Bruchhausen-Vilsen stammt aus dem 19. Jahrhundert. Heute ist hier die Lindenberg-Apotheke untergebracht.
Das Gebäude steht unter Denkmalschutz (siehe auch Liste der Baudenkmale in Bruchhausen-Vilsen).

## Geschichte
Das zweigeschossige sanierte verklinkerte spätneoklassizitische Eckgebäude mit Mansarddach, den zwei Mittelgesimsen aus Ziegelsteinen und dem markanten Ladebalken sowie den Rundfenstern und -Türen wurde um 1850 gebaut.

Das Haus wird nach Umbauten u. a. als Apotheke und durch Praxen genutzt.